# 斉藤光政
斉藤 光政（さいとう みつまさ、1959年 - 2025年7月24日）は、日本のジャーナリスト。東奥日報編集局付特別編集委員。

## 生涯
岩手県盛岡市に生まれ、青森県八戸市に育つ。成城大学法学部卒。1983年、東奥日報社に入社。和田喜八郎による東日流外三郡誌をはじめとする古史古伝文書をめぐる社会問題である和田家文書偽書事件の報道に関わったことでも有名である。
2025年7月24日、青森市内の自宅で死去。65歳没。

## 受賞歴
- 2000年 - 第6回平和・協同ジャーナリスト基金賞
- 2007年 - 第11回新聞労連ジャーナリスト大賞
- 2009年 - 第9回石橋湛山記念早稲田ジャーナリズム大賞[3]

## 著書一覧
- 米軍「秘密」基地ミサワ 核と情報戦の真実（同時代社、2002）
- 米軍「秘密」基地ミサワ 世界に向けられた牙（同時代社、2004）
- 偽書「東日流外三郡誌」事件（新人物往来社、2006、新人物文庫、2009／集英社文庫、2019）
- 在日米軍最前線 軍事列島日本（新人物往来社、2008、新人物文庫、2010）
- 新冷戦考　日本の防衛力の今（小学館、2023）

### 編・共著
- 鎌田慧「ルポ 下北核半島 原発と基地と人々」（聞き手、岩波書店、2011）
- 安彦良和「原点 THE ORIGIN 戦争を描く、人間を描く」（聞き手、岩波書店、2017／岩波現代文庫、2025）
- 編「戦場カメラマン 沢田教一の眼」（山川出版社、2015）